# Johann Joseph Wilhelm von Efferen
Johann Joseph Wilhelm Graf von Efferen (* 12. Februar 1706; † 15. Januar 1781 in Düsseldorf) war ein kurpfälzischer Offizier und ab 1767 Gouverneur des Kurfürsten Karl Theodor in dessen Herzogtum Jülich-Berg.

## Leben
Johann Joseph Wilhelm von Efferen, Spross der niederrheinischen Adelsfamilie von Efferen, war ein Sohn des Titular-Reichsgrafen Franz Ludwig Viktor von Efferen (1671–1743) und dessen Ehefrau Maria Franziska, geborene Freiin von Eynatten-Obsinnich. Er heiratete Maria Franziska Freiin von Bongart zu Pfaffendorf (1682–1768), Witwe des Johann Werner von Baexen zu Veynau und des Generals Johann Raab von Haxthausen. Seine Stieftochter Maria Ludovica (≈1730–1802) wurde Gemahlin des Freiherrn Johann Friedrich Wilhelm Adolph von Quadt-Kinkelbach (1724–1770). In weiterer Ehe war er mit Maria Anna von Brackel vermählt. Mit ihr hatte er die Tochter Elisabeth Auguste, die 1781 als seine Haupterbin zwölf Jahre alt war.
In kurpfälzischen Diensten beschritt Efferen eine Verwaltungs- und Offizierslaufbahn. Er war Pfleger in Gundelfingen an der Donau (Pfalz-Neuburg), Geheimrat des Kurfürsten und Chef eines Infanterie-Regiments. Im Dezember 1766 wurde er in Mannheim zum „Gouverneurlieutenant“ (Generalleutnant) befördert. 1767 schickte ihn Karl Theodor als Gouverneur in die Festung Düsseldorf, wo er im Grupello-Haus residierte. Er leitete das Provinzialkommando im „Gouvernement Düsseldorf“ und führte darüber hinaus den Oberbefehl über sämtliche kurpfälzische Truppen in den Herzogtümern Jülich und Berg. In den 1770er Jahren erwarb er Haus Neersdonk, wo seine Witwe den späteren Räuber Mathias Weber aufnahm. 1779 erhielt er die Beförderung zum General-Feldzeugmeister. Da die Stelle des Generalfeldmarschalls vakant war, war er 1781 bei seinem Tod im Alter von 74 Jahren neben dem gleichrangigen Karl Ludwig von Rodenhausen (1719–1804), dem Geliebten der Kurfürstin Elisabeth Auguste, der höchste Militär der kurpfälzischen Generalität.
Ihm wurde das Großkreuz des Ordens vom Heiligen Michael verliehen. Am 1. Januar 1768 empfing er auch die Ritterwürde des Ordens vom Pfälzer Löwen.